# Çiğdem Rasna
Pour les articles homonymes, voir Rasna.
Çiğdem Rasna (née Can le 5 juin 1976 à Istanbul) est une ancienne joueuse de volley-ball turque. Elle mesure 1,84 m et jouait au poste de centrale. Elle a totalisė 174 sélections en équipe de Turquie.

## Clubs
| Club                   | De        | À         |
| ---------------------- | --------- | --------- |
| Günes Sigorta İstanbul | 1992-1993 | 1993-1994 |
| Ankara Vakıfbank       | 1994-1995 | 1997-1998 |
| Eczacıbaşı Istanbul    | 1999-2000 | 2003-2004 |
| Volley Lodi            | 2004-2005 | 2004-2005 |
| Emlak TOKİ Ankara      | 2005-2006 | 2005-2006 |
| Fenerbahçe Istanbul    | 2006-2007 | 2010-2011 |

## Palmarès

### Équipe nationale
- Championnat d'Europe
  - Finaliste : 2003.

### Clubs
- Championnat de Turquie
  - Vainqueur : 1997, 1998, 1999, 2000, 2001,  2002, 2003, 2009, 2010, 2011.
- Coupe de Turquie
  - Vainqueur : 1995, 1997, 1998, 2000, 2001, 2002, 2003, 2010.
- Ligue des champions
  - Finaliste : 1998.
- Top Teams Cup
  - Vainqueur : 1999.
- Supercoupe de Turquie
  - Vainqueur: 2009, 2010.
- Championnat du monde des clubs
  - Vainqueur : 2010.